# Shōkō Asahara
Shōkō Asahara (jap. 麻原 彰晃 Asahara Shōkō), właśc. Chizuo Matsumoto (jap. 松本 智津夫 Matsumoto Chizuo) (ur. 2 marca 1955 w Yatsushiro, w prefekturze Kumamoto, zm. 6 lipca 2018 w Tokio) – założyciel i duchowy przywódca sekty Aum Shinrikyō („Najwyższa Prawda”) odpowiedzialnej m.in. za dokonanie zamachu terrorystycznego w tokijskim metrze w dniu 20 marca 1995 roku. W wyniku rozprzestrzenienia gazu bojowego – sarinu – śmierć poniosło 13 osób, a ponad 6 tys. zostało rannych. W 2004 skazany na karę śmierci, a w 2018 stracony.

## Życiorys
Shōkō Asahara urodził się w biednej, wielodzietnej rodzinie producenta mat tatami. Od najmłodszych lat zmagał się z jaskrą, wynikiem której była niemal całkowita ślepota. Młody Shōkō ukończył szkołę specjalną dla niewidomych dzieci, następnie rozpoczął studia medycyny chińskiej oraz akupunktury.
Na początku lat 80. XX w. Shōkō Asahara założył w Tokio szkołę, w której wykładał tajniki jogi. To z niej wywodzili się pierwsi członkowie sekty. Za naukę nie pobierał pieniędzy, twierdząc iż tylko ludzie, którzy doświadczyli „duchowego oświecenia”, są tego godni. Przysporzyło mu to w tym okresie wielu zwolenników.
Udział w wyborach parlamentarnych w roku 1990 zakończył się jednak porażką. Lider sekty zdobył zaledwie 1700 głosów, a 25 z nim kandydujących miało jeszcze słabsze wyniki. Na skutek porażki uznał, że wybory zostały sfałszowane przez władze.
Oczekiwane „oświecenie” przyszło w 1987 roku podczas podróży do Indii. Po powrocie do Japonii, dzięki funduszom przekazanym mu przez najwierniejszych wyznawców, stworzył i zarejestrował organizację religijną o nazwie Aum Shinrikyō – „Najwyższa Prawda” (wcześniej, w 1984 roku, Asahara założył firmę-stowarzyszenie o nazwie Aum Shinsen no Kai, szkołę jogi i wydawnictwo). W krótkim czasie skupiła ona kilka tysięcy wyznawców w Japonii i poza jej granicami. Program religijny organizacji opracował sam Asahara, bazując na buddyjskich i tybetańskich sutrach (kanon palijski, jogasutry i innych) oraz tekstach taoistycznych. Nauczanie, przy użyciu którego mistrz, oprócz tradycyjnej medytacji i ascezy, wykorzystywał również zdobycze najnowszej techniki oraz popularność anime i mangi, odbywało się na zasadzie podziału hierarchicznego – aby osiągnąć wyższy stopień wtajemniczenia, trzeba było wpierw zdać specjalny egzamin z efektów dotychczasowej nauki. Szybkiego zwiększania wpływów organizacji nie zdołały powstrzymać władze, mimo odebrania jej statusu organizacji religijnej w 1995 roku.
Jednym z głównych założeń sekty było przeświadczenie o nieuniknionym, rychłym nadejściu końca świata, który przetrwać mieli tylko członkowie organizacji. Chcąc przyśpieszyć jego nadejście, począwszy od 1994 roku, członkowie Aum Shinrikyō zaczęli dokonywać w całej Japonii ataków terrorystycznych przy użyciu gazu bojowego – sarinu. Najsłynniejsze i najbardziej krwawe z nich to zamach w dniu 27 czerwca 1994 roku dokonany w mieście Matsumoto, w wyniku którego śmierć w męczarniach poniosło 7 osób, a ponad 200 zostało rannych, oraz atak na tokijskie metro w rządowej dzielnicy Kasumigaseki w dniu 20 marca 1995 roku. Doprowadził on do śmierci 12 osób i poważnych obrażeń ponad 5 tys. Szybkie śledztwo, jakie zarządzono po ostatnim ataku, doprowadziło do ujęcia 427 członków sekty z Asaharą na czele.
W 2001 roku członkowie organizacji przymierzali się do próby odbicia lidera i przemycenia go do Rosji. 
W trakcie procesu postawiono Asaharze 17 zarzutów. Według prokuratorów ponosił on swoimi decyzjami bezpośrednią odpowiedzialność za śmierć 27 osób zamordowanych przez członków sekty. Proces wzbudzał liczne kontrowersje na całym świecie: krytykowano aresztowanie głównego adwokata sekty, Yoshihiro Yasudy, czym de facto pozbawiono Asaharę możliwości skutecznej obrony. Organizacja Human Rights Watch wyrażała głośne niezadowolenie dotyczące nieludzkich warunków, w jakich przetrzymywany był Asahara. Ostatecznie jednak, po długim procesie, udowodniono 13 z 17 postawionych mu zarzutów i 27 lutego 2004 roku skazano na śmierć przez powieszenie. Shōkō Asahara, oczekujący w celi śmierci na wykonanie wyroku, złożył apelację, jednak 15 września 2006 roku sąd apelacyjny ostatecznie potwierdził wyrok sądu niższej instancji, od którego odwoływali się obrońcy Asahary. Mimo prawomocności wyroku, w 2012 roku, w związku z aresztowaniami kolejnych członków „Najwyższej Prawdy”, egzekucja Asahary została odroczona.
Japońskie Ministerstwo Sprawiedliwości poinformowało 6 lipca 2018 roku, że tego samego dnia w godzinach porannych został wykonany wyrok śmierci na założycielu sekty i sześciu jej członkach, którzy zorganizowali atak gazowy w Tokio w 1995 roku.